# NGC 745-2
NGC 745-2 is een elliptisch sterrenstelsel in het sterrenbeeld Eridanus. Het sterrenstelsel bevindt zich dicht bij NGC 745-1 en NGC 745-3.

## Synoniemen
- PGC 95386
- ESO 152-32
- AM 0152-565